# São João do Oriente
São João do Oriente är en kommun i Brasilien.   Den ligger i delstaten Minas Gerais, i den sydöstra delen av landet, 700 km sydost om huvudstaden Brasília. Antalet invånare är 7 874.
Omgivningarna runt São João do Oriente är huvudsakligen savann. Runt São João do Oriente är det ganska tätbefolkat, med 78 invånare per kvadratkilometer.